# Kačina
Kačina este o arie protejată (arie specială de conservare — SAC, sit de importanță comunitară — SCI) din Republica Cehă întinsă pe o suprafață de 196,77 ha, integral pe uscat.

## Localizare
Centrul sitului Kačina este situat la coordonatele 49°58′57″N 15°20′09″E / 49.9825°N 15.335833°E.

## Înființare
Situl Kačina a fost declarat sit de importanță comunitară în aprilie 2005 pentru a proteja 2 specii de animale. Situl a fost protejat și ca arie specială de conservare în martie 2014.

## Biodiversitate
Situată în ecoregiunea continentală, aria protejată nu include niciun habitat protejat.
La baza desemnării sitului se află mai multe specii protejate de  nevertebrate (2): Cucujus cinnaberinus, Osmoderma eremita.